# Back into my world
「back into my world」（バック・イントゥー・マイ・ワールド）は、Sweetyの2枚目のシングル。2012年8月8日にユニバーサルミュージックから発売された。

## 概要
表題曲は、テレビアニメ『戦国コレクション』の後期オープニングテーマに起用された。販売形態は初回限定盤と通常盤の2種リリースで、前者にはUNLUCKY GIRL!!のPVを収録したDVDが同梱されている。
PVでは、高木が泣くシーンが挿入されている。これはスタッフが事前に悲しいことを考えるよう高木に注文したもので、本番での準備中スタッフに誤解されることもあり、そのために泣きたい気持ちにもなったが、これが原因で泣くべきか我慢するかで悩んだという。なおダンスシーンではソロが目立つが、終盤では纏まっている。

## 収録曲
（全作詞・作曲・編曲：OSTER project）
1. back into my world [4:11]
テレビアニメ『戦国コレクション』後期オープニングテーマ
織田信長の気持ちを歌った曲。間奏では各メンバーの声が交わっている[1]。収録の際竹之内は、長谷川の歌い方を参考したという[2]。
2. コンフェイトと空模様 [3:38]
かわいさを表した曲[1]。
3. ゆきうさぎ [5:52]
OSTER projectが、2009年に発売したシングル「つきうさぎ」のカップリングのカバー。
4. back into my world（Instrumental）
5. コンフェイトと空模様（Instrumental）

DVD（初回限定盤のみ）
1. back into my world  Music Clip